# Robert Briffault
Pour les articles homonymes, voir Briffault.
Robert Stephen Briffault (né en 1876 et mort le 11 décembre 1948) est un anthropologue et un écrivain français.

## Biographie
Selon les sources il est né à Nice, France ou à Londres, Grande-Bretagne. Il a vécu en France et en Europe avec un père diplomate, Frédéric Briffault. À la mort de son père, Briffault émigre en Nouvelle-Zélande avec sa mère d'origine écossaise. Il épouse Anna Clarke dont il aura trois enfants. À la mort de celle-ci il épouse Herma Hoyt (1898-1981), écrivain et traductrice américaine.
Briffault obtient son diplôme de chirurgien à l'Université de Dunedin en Nouvelle-Zélande et commence à pratiquer. Il effectue son service militaire sur le front de l'Ouest (Première Guerre mondiale) de la Première Guerre mondiale pour lequel il est récompensé de la Croix militaire. Il s'installe ensuite en Angleterre où il se met à étudier la sociologie et l'anthropologie. Il habite aussi aux États-Unis, et à Paris. Briffault débat sur le mariage avec Bronisław Malinowski dans les années 1930 et correspond avec Bertrand Russell.
Il meurt à Hastings dans le Sussex, le 11 décembre 1948,.

## Ouvrages
Anthropologie, Sociologie, Politique
- (en) The making of humanity, Londres, 1919. (Lire en ligne)
- (en) Rational Evolution: The Making of Humanity, Macmillan, 1930 (1re éd. 1919), 302 p. (lire en ligne [PDF])
- (fr) La fable anglaise, Éditions Balzac, 1943, 241 p.
- (en) Psyche's Lamp: a re-evaluation of psychological principles as a foundation of all thought, NEW YORK, THE MACMILLAN COMPANY, 1921 (lire en ligne)
- (en) The Mothers: A Study of the Origins of Sentiments and Institutions, 1927
- (en) Sin and Sex, AMS Press, coll. « Human Sexual Behavior Series », 1931, 253 p. (ISBN 9780404574185)
- (en) Breakdown: The Collapse of Traditional Civilization, Coward-McCann, 1932, 342 p.
- (en) Reasons for Anger: selected essays, Simon & Schuster, 1937
- (en) The Decline and Fall of the British Empire, Simon and Schuster, 1938, 264 p.
- (fr) La démocratie : instrument de la duperie anglaise, Éditions du livre moderne, coll. « collection nouvelle d'études politiques et sociales », 1941, 39 p.
- (en) Robert Briffault, Bronislaw Malinowski, M. F. Ashley Montagu, Marriage, Past and Present : A Debate, Boston, Porter Sargent Publisher, 1956, 100 p.
- (fr) Les Troubadours et le sentiment romanesque, Slatkine, 1970 (1re éd. 1945), 211 p.
- (en) Robert Briffault, The troubadours, vol. 98 de Midland books, Indiana University Press, 1965, 296 p.
- (fr) L'Angleterre et l'Égypte, Éditions du Centre d'études de l'agence Inter-France, 1943, 137 p.
- (fr) L'Inde et l'Angleterre, Impr. Crété, 1942, 107 p.

Romans et nouvelles
- (en) Europa: A Novel of the Days of Ignorance, New York, Charles Scribner's Sons, 1935
- (fr) Robert Briffault (trad. Paul Genty), Europe (Europa), Albin Michel, 1936, 495 p.
- (en) Europa in Limbo, Scribner, 1937
- (en) The Ambassadress, 1939
- (en) Fandango, C. Scribner's sons, 1940, 314 p.
- (en) New Life of M. Martin, C. Scribner's sons, 1947, 436 p.